# Isabell Roch
Isabell Roch, född 26 juli 1990 i Erlenbach am Main, är en tysk handbollmålvakt. Hon har spelat 40 landskamper för Tysklands landslag.
Med TuS Metzingen var hon 2018 i finalen till EHF-cupen och under 2016 samt 2017 deltog hon i samma cup. Den 21 mars 2018 debuterade Roch i det tyska damlandslaget. Hon var tidigare målvakt i Tysklands juniorlandslag.
Med SG BBM Bietigheim vann hon 2017 Tysklands högsta handbollsdivision Bundesliga Frauen.